# György Golomán
György Golomán (Körmend, 2 april 1996) is een Hongaars basketballer.

## Carrière
Golomán speelde eerst in eigen land voor BC Körmend tot hij collegebasketbal ging spelen voor UCLA Bruins. Hij werd in 2018 niet gedraft en ging spelen in de G-League bij de Westchester Knicks, de opleidingsclub van de New York Knicks. Hij speelde in de NBA Summer League voor de Los Angeles Lakers.
Na een jaar vertrok hij naar de Japanse competitie en sloot zich aan bij Yokohama B-Corsairs, na een half jaar vertrok hij naar tweedeklasser Yamagata Wyverns. Voor het seizoen 2020/21 sloot hij zich aan bij de Belgische club Spirou Charleroi. Na een half seizoen te hebben gespeeld en de rest geblesseerd te hebben uitgezeten keerde hij terug naar zijn thuisland waar hij ging spelen voor Falco KC Szombathely. Aan het einde van het seizoen verliet hij de club en tekende een contract bij het Litouwse KK Lietkabelis waar hij een seizoen speelde.
In de zomer van 2023 tekende hij een contract bij het Spaanse Bàsquet Girona.